# 2025년 북서태평양 열대저압부
이 문서는 2025년에 발생한 태풍으로 발달하지 못한 열대저압부들의 활동에 대해 기록한 문서이다.
| 이전 2024년 | 열대저압부 정보 2025년 | 다음 2026년 |

## 통계

### 월별 태풍이 되지 못한 열대저압부 발생 개수
| -                                                              | 1월       | 2월       | 3월       | 4월       | 5월       | 6월       | 7월       | 8월       | 9월        | 10월       | 11월       | 12월       | 합계 |
| -------------------------------------------------------------- | --------- | --------- | --------- | --------- | --------- | --------- | --------- | --------- | ---------- | ---------- | ---------- | ---------- | ---- |
| 2025년                                                         | 0 (0)     | 1 (1)     | 0 (1)     | 0 (1)     | 0 (1)     | 2 (3)     | 0 (3)     | 0 (3)     | 0 (3)      | 0 (3)      | 0 (3)      | 0 (3)      | 3    |
| 10년 평균 (2015~2024년)                                        | 0.3 (0.3) | 0.1 (0.4) | 0.5 (0.9) | 0.2 (1.1) | 0.9 (2.0) | 1.0 (3.0) | 2.3 (5.3) | 3.1 (8.4) | 2.4 (10.8) | 2.1 (12.9) | 0.7 (13.6) | 0.7 (14.3) | 14.3 |
| *괄호 안의 숫자는 누적 태풍으로 발달하지 못한 열대저압부 수임. |           |           |           |           |           |           |           |           |            |            |            |            |      |

### 열대저압부 이름
일본 기상청만이 열대저압부를 열대저기압의 세력으로 감시했고, NOAA의 지정 번호가 없을 땐 이름을 JMA TD에 당시 연도에 몇 번째로 발생했는지에서의 번째 수를 붙여 서술한다. JTWC가 열대요란으로 분석하고 일본 기상청이 열대저기압으로 분석했을 땐 JTWC의 열대요란 지정 번호를 사용한다. 또한 JTWC와 일본 기상청 모두 열대저기압으로 분석했을 땐 JTWC의 열대저기압 지정 번호를 사용한다.

## 활동한 열대저압부

### 제1호 열대저기압 93W
2025년 제1호 열대저기압 93W은 2월 11일 15시에 중심기압 1008hPa, 최대풍속 13m/s의 열대저기압으로 브루나이 북쪽 동중국해 해상에서 발생하였다. 이후 미미한 기압 하강을 제외하곤 추가 발달 없이 서남~남남서쪽으로 이동했고,  불완전했던 태풍의 구조가 붕괴되어 2월 17일 9시에 적도 부근 해상에서 요란으로 약화되었다고 발표되었다.

### 제3호 열대저기압 아링 (94W)
2025년 제3호 열대저기압 94W은 6월 11일 9시에 중심기압 1004hPa, 최대풍속 15m/s의 열대저기압으로 필리핀 동북동쪽 필리핀해 해상에서 발생하였다. 이후 미미한 기압 하강을 제외하곤 추가 발달 없이 북서북~북서쪽으로 이동했고,  정체전선에 흡수되어 6월 13일 21시에 대만 육상에서 요란으로 약화되었다고 발표되었다.

### 제5호 열대저기압 03W
2025년 제5호 열대저기압 96W은 6월 24일 9시에 중심기압 1006hPa, 최대풍속 13m/s의 열대저기압으로 필리핀 동쪽 필리핀해 해상에서 발생하였다. 발생 이후 서남서쪽으로 이동하면서 발달하였고, 6월 25일 21시에 남중국해 해상에서 열대저기압으로써 03W TD로 승격되었으나 태풍으로 발달하지 못 하고 중심기압 1002hPa, 최대풍속 15m/s의 TDa 열대저기압으로 최성기를 맞이하였다. 이후 기압 변동을 지속하다가 중국 하이난 성과 광둥 성에 잇다라 상륙했고, 육상마찰로 약화되어 6월 27일 21시에 중국 육상에서 요란으로 약화되었다고 발표되었다.

### 제9호 열대저기압 07W
2025년 제9호 열대저기압 92W은 7월 11일 21시에 중심기압 1004hPa, 최대풍속 15m/s의 열대저기압으로 중국 상하이 인근 해상에서 발생하였다. 발생 이후 동북동쪽으로 이동하면서 발달하여 07W TD라는 고유 번호를 부여받았으나, 태풍으로 발달하지 못 하고 이후 대한민국 남해에 진입해 온대저기압화가 진행되었고 잇다라 동해의  절리저기압 인근으로 진입해 7월 14일 12시에 일본 규슈 육상에서 절리저기압에 흡수되었다고 발표되었다.

### 제15호 열대저기압 JMA TD 15
2025년 제15호 열대저기압 JMA TD 15은 8월 1일 9시에 중심기압 998hPa, 최대풍속 13m/s의 열대저기압으로 베트남 동쪽 해상에서 발생하였다. 이후 이후 미미한 기압 하강을 제외하곤 추가 발달 없이 정체 상태로 있다가 열대저기압의 형태가 무너지며 8월 2일 15시에 요란으로 소멸되었다고 발표되었다.

### 제16호 열대저기압 아이오나
2025년 제16호 열대저기압 아이오나은 8월 2일 15시에 중심기압 1008hPa, 최대풍속 13m/s의 열대저기압으로 미국 하와이 주 동쪽 망망대해 해상에서 날짜변경선을 넘어 북서태평양 해역으로 진입하였다. 진입 이후 서쪽으로 이동하며 발달하였고, 8월 2일 21시에 북서태평양 망망대해 해상에서 중심기압 1008hPa, 최대풍속 15m/s의 TDa 열대저기압으로 최성기를 맞이하였다. 이후 태풍의 구조가 붕괴되어 8월 4일 21시에 북서태평양 망망대해 해상에서 요란으로 약화되었다고 발표되었다.

### 제17호 열대저기압 14W·15W
2025년 제17호 열대저기압 95W은 8월 2일 21시에 중심기압 1012hPa, 최대풍속 13m/s의 열대저기압으로 미국 웨이크 섬 동쪽 해상에서 발생하였다. 이후 기압 하강을 제외하곤 추가 발달 없이 서북서쪽으로 이동하다가 8월 7일 9시에 요란으로 약화되었다고 발표되었다.

## 태풍으로 발달한 열대저압부

### 제1호 태풍 우딥
2025년 제1호 태풍 우딥(WUTIP)은 6월 11일 9시에 중심기압 994hPa, 최대풍속 18m/s, 강풍 반경 440km(남서쪽 반경)의 열대폭풍으로 중국 하이커우 시 남동쪽 약 565km 부근 해상(남중국해)에서 발생하였다.(일본 기상청 속보치 기준) 발생 이후 서북서~북북서진하면서 통킹만에 진출한 뒤 통킹만의 높은 수온으로 인해 급발달하였고, 6월 13일 15시에 베트남 다낭 북쪽 약 290km 부근 해상(통킹만)에서 중심기압 980hPa, 최대풍속 31m/s의 강한 열대폭풍으로 최성기를 맞이하였다. 최성기 이후에는 6월 14일 15시에 최저기압 985hPa, 최대풍속 28m/s의 세력으로 중국 광둥성 잔장시 쑤이시 현(遂溪县)(북위 21.2도, 동경 109.8도)에 상륙하였다. 중국 상륙 이후 육상마찰로 인해 급약화되어서 6월 15일 3시에 중국 홍콩 서북서쪽 약 290km 부근 육상에서 중심기압 994hPa의 열대저압부로 약화되었다. 우딥은 마카오에서 제출한 이름으로 나비를 의미한다.

### 제2호 태풍 스팟
2025년 제2호 태풍 스팟(SEPAT)은 6월 23일 9시에 중심기압 1004hPa, 최대풍속 18m/s, 강풍 반경 280km(북동쪽 반경)의 열대폭풍으로 일본 도쿄 남남동쪽 약 1,320km 부근 해상에서 발생하였다.(일본 기상청 속보치 기준) 발생 이후 추가 발달 없이 북서~북북서진하다가 건조역으로 인해 급격히 약화되어서 6월 25일 3시에 일본 도쿄 남쪽 약 480km 부근 해상에서 중심기압 1006hPa의 열대저압부로 약화되었다. 그리고 한국 기상청 기준으로는 중심기압 1004hPa의 열대저압부로 약화되었다. 스팟은 말레이시아에서 제출한 이름으로 농어과의 민물고기를 의미한다.

### 제3호 태풍 문
2025년 제3호 태풍 문(MUN)은 7월 3일 3시에 중심기압 1002hPa, 최대풍속 18m/s, 강풍 반경 330km(북동쪽 반경)의 열대폭풍으로 일본 도쿄 남남동쪽 약 1,130km 부근 해상에서 발생하였다.(일본 기상청 속보치 기준) 발생 이후 북서~북북동진하면서 발달하였고, 7월 6일 15시에 일본 도쿄 동남동쪽 약 940km 부근 해상에서 중심기압 990hPa, 최대풍속 26m/s의 강한 열대폭풍으로 최성기를 맞이하였다. 최성기 이후에는 북~북북동진하면서 건조역과 강한 연직시어로 인해 약화 및 온대저기압화가 진행되었고, 7월 8일 9시에 일본 센다이 동북동쪽 약 740km 부근 해상에서 중심기압 998hPa의 온대저기압으로 변질되었다. 그리고 한국 기상청 기준으로도 중심기압 998hPa의 온대저기압으로 변질되었다. 문은 미크로네시아에서 제출한 이름으로 야프어로 6월을 의미한다.

### 제4호 태풍 다나스
2025년 제4호 태풍 다나스(DANAS)는 7월 5일 3시에 중심기압 996hPa, 최대풍속 18m/s, 강풍 반경 220km(남쪽 반경)의 열대폭풍으로 중국 산터우시 남남동쪽 약 370km 부근 해상(남중국해)에서 발생하였다.(일본 기상청 속보치 기준) 발생 이후 거의 정체~북북동진하면서 남중국해와 대만 해협의 높은 수온으로 인해 급발달하였고, 7월 6일 21시에 중국 산터우 동쪽 약 310km 부근 해상(대만 해협)에서 중심기압 970hPa, 최대풍속 33m/s의 강한 태풍으로 최성기를 맞이하였다. 최성기 세력으로 대만을 관통한 뒤 급약화되었고, 대만을 관통한 이후에도 북북동진하다가 북태평양 고기압에 가로막혀서 서남서진으로 전향한 뒤 중국에 상륙하였다. 중국에 상륙한 이후에는 육상 마찰로 약화되어서 7월 9일 9시에 중국 푸저우 북북서쪽 약 90km 부근 육상에서 중심기압 996hPa의 열대저압부로 약화되었다. 다나스는 필리핀에서 제출한 이름으로 경험을 의미한다.

### 제5호 태풍 나리
2025년 제5호 태풍 나리(NARI)는 7월 13일 3시에 중심기압 998hPa, 최대풍속 18m/s, 강풍 반경 280km(남동쪽 반경)의 열대폭풍으로 일본 도쿄 남쪽 약 1,160km 부근 해상에서 발생하였다.(일본 기상청 속보치 기준) 발생 이후 북~북북서진하면서 발달하였고, 7월 14일 3시에 일본 도쿄 남남동쪽 약 450km 부근 해상에서 중심기압 985hPa, 최대풍속 26m/s의 강한 열대폭풍으로 최성기를 맞이하였다. 최성기 이후에는 북진하면서 건조역과 강한 연직시어로 인해 약화 및 온대저기압화가 진행되었고, 7월 15일 2시에는 일본 홋카이도에 상륙하기도 하였다. 7월 15일 9시에 일본 삿포로 북동쪽 약 380km 부근 해상에서 중심기압 998hPa의 온대저기압으로 변질되었다. 그리고 한국 기상청 기준으로는 중심기압 1000hPa의 온대저기압으로 변질되었다. 나리는 대한민국에서 제출한 이름으로 백합을 의미한다.

### 제6호 태풍 위파
2025년 제6호 태풍 위파(WIPHA)는 7월 18일 3시에 중심기압 996hPa, 최대풍속 18m/s, 강풍 반경 390km(북동쪽 반경)의 열대폭풍으로 필리핀 마닐라 동북동쪽 약 500km 부근 해상에서 발생하였다.(일본 기상청 속보치 기준) 발생 이후 북서~서북서진하면서 발달하였고, 7월 20일 15시에 중국 홍콩 남서쪽 약 60km 부근 해상(남중국해)에서 중심기압 970hPa, 최대풍속 31m/s의 강한 열대폭풍으로 최성기를 맞이하였다. 최성기 이후 중국 레이저우 반도에 상륙했다가 통킹만에서 재발달 하고 나서 다시 베트남에 상륙 이후 육상마찰로 인해 급약화되어서 7월 23일 3시에 베트남 하노이 남서쪽 약 250km 부근 육상에서 중심기압 992hPa의 열대저압부로 약화되었다. 그리고 한국 기상청 기준으로는 중심기압 994hPa의 열대저압부로 약화되었다. 위파는 태국에서 제출한 이름으로 여자 이름이다.

### 제7호 태풍 프란시스코
2025년 제7호 태풍 프란시스코(FRANCISCO)는 7월 23일 9시에 중심기압 996hPa, 최대풍속 18m/s, 강풍 반경 650km(북동쪽 반경)의 열대폭풍으로 일본 오키나와 남남동쪽 약 730km 부근 해상에서 발생하였다.(일본 기상청 속보치 기준) 발생 이후 북서~북북서진하면서 발달하였고, 7월 24일 21시에 일본 오키나와 남서쪽 약 120km 부근 해상에서 중심기압 990hPa, 최대풍속 21m/s의 열대폭풍으로 최성기를 맞이하였다. 최성기 이후에는 건조역으로 인해 급약화되어서 7월 25일 15시에 대만 타이베이 북북동쪽 약 200km 부근 해상(동중국해)에서 중심기압 992hPa의 열대저압부로 약화되었다. 프란시스코는 미국에서 제출한 이름으로 남자 이름이다.

### 제8호 태풍 꼬마이
2025년 제8호 태풍 꼬마이(CO-MAY)는 7월 23일 21시에 중심기압 994hPa, 최대풍속 18m/s, 강풍 반경 165km의 열대폭풍으로 필리핀 마닐라 북서쪽 약 416km 부근 해상(남중국해)에서 발생하였다.(일본 기상청 속보치 기준) 발생 이후 남서~동북동진하면서 남중국해의 높은 수온으로 인해 급발달하였고, 7월 25일 3시에 필리핀 마닐라 북북서쪽 약 260km 부근 해상(남중국해)에서 중심기압 975hPa, 최대풍속 33m/s의 강한 태풍으로 최성기를 맞이하였다. 최성기 이후에는 필리핀 일로코스 지방을 스친 뒤 북북동진하면서 건조역으로 인해 급약화되어서 7월 26일 9시에 일본 오키나와 서남서쪽 약 250km 부근 해상에서 중심기압 996hPa의 열대저압부로 약화되었다.
하지만 7월 27일 21시에 중심기압 992hPa, 10분 평균 풍속 18m/s, 강풍 반경 500km(북쪽 반경)의 열대폭풍으로 일본 오키나와 나하시 남동쪽 약 192km 부근 해상(동중국해)에서 재발생하였다.(일본 기상청 속보치 기준) 재발생 이후 거의 정체 및 북서진하면서 동중국해에서 재발달한 뒤, 7월 30일 15시에 중심기압 980hPa, 최대풍속 21㎧의 세력으로 중국 상하이(북위 30.9도, 동경 121.8도)에 상륙했다. 중국 상하이에 상륙한 이후 육상 마찰로 약화되어서, 7월 31일 9시에 중국 상하이 서쪽 약 160km 부근 육상에서 중심기압 990hPa의 열대저압부로 약화되었다. 꼬마이는 베트남에서 제출한 이름으로 풀의 한 종류이다.

### 제9호 태풍 크로사
2025년 제9호 태풍 크로사(KROSA)는 7월 24일 12시에 중심기압 1002hPa, 최대풍속 18m/s, 강풍 반경 280km(남쪽 반경)의 열대폭풍으로 미국 괌 북서쪽 약 160km 부근 해상에서 발생하였다.(일본 기상청 속보치 기준) 발생 이후 북~북북동진하면서 발달하였고, 7월 27일 9시에 미국 괌 북쪽 약 780km 부근 해상에서 중심기압 965hPa, 최대풍속 39m/s의 강한 태풍으로 최성기를 맞이하였다. 최성기 이후에는 북~북북동진하면서 일본을 스쳐지나간 이후에는 건조역으로 인해 약화 및 온대저기압화가 진행되었고, 한국 기상청 기준으로는 8월 4일 9시에 일본 삿포로 동쪽 약 1,760km 부근 해상에서 중심기압 990hPa의 온대저기압으로 변질되었다. 일본 기상청 기준으로는 8월 4일 15시에 일본 삿포로 동쪽 약 1,995km 부근 해상에서 중심기압 990hPa의 온대저기압으로 변질되었다. 크로사는 캄보디아에서 제출한 이름으로 학을 의미한다.

### 제10호 태풍 바이루
2025년 제10호 태풍 바이루(BAILU)는 8월 3일 9시에 중심기압 996hPa, 최대풍속 18㎧, 강풍 반경 280㎞(북동쪽 반경)의 열대폭풍으로 일본 도쿄 남동쪽 약 295㎞ 부근 해상에서 발생하였다.(일본 기상청 속보치 기준) 발생 이후 추가 발달 없이 동~동북동진하다가 온대저기압화가 진행되어서 8월 6일 9시에 일본 삿포로 동쪽 약 1,750km 부근 해상에서 중심기압 996hPa의 온대저기압으로 변질되었다. 바이루는 중국에서 제출한 태풍의 이름으로, 중국어로 하얀 사슴을 뜻한다.

### 제11호 태풍 버들
2025년 제11호 태풍 버들(PODUL)은 8월 8일 3시에 중심기압 1002hPa, 최대풍속 18m/s, 강풍 반경 165km의 열대폭풍으로 미국 괌 북북동쪽 약 620km 부근 해상에서 발생하였다.(일본 기상청 속보치 기준) 발생 이후 서~서북서진하면서 강한 연직시어와 건조역으로 인해 발달 정체를 겪다가 대만 상륙을 앞두고 급발달해서, 8월 13일 12시에 대만 타이베이 남쪽 약 304km 부근 해상(북위 22.3도, 동경 121.4도)에서 중심기압 965hPa, 최대풍속 41m/s의 강한 태풍으로 최성기를 맞이하였다. 최성기 이후 8월 13일 15시에 대만 가오슝 산린 구(북위 23.0도, 동경 120.6도)에서 중심기압 970hPa, 최대풍속 36㎧의 강한 태풍으로 약화되었다가 잠시나마 대만 해협에서 재발달한 뒤 바로 중국에 상륙하였고, 육상 마찰로 인해 급약화되어서 8월 14일 15시에 중국 산터우 서북서쪽 약 330km 부근 육상에서 중심기압 998hPa의 열대저압부로 약화되었다. 그리고 한국 기상청 기준으로는 중심기압 1000hPa의 열대저압부로 약화되었다. 버들은 북한(조선민주주의인민공화국)에서 제출한 이름으로 버드나무를 의미한다.

## 같이 보기
- 2025년 태풍
- 2025년 북인도양 사이클론
- 2025년 북대서양 허리케인
- 2025년 동태평양 허리케인
- 2025년 북인도양 저기압
- 남서인도양 사이클론: 2024-2025, 2025-2026
- 호주 근해 사이클론: 2024-2025, 2025-2026
- 남태평양 사이클론: 2024-2025, 2025-2026